# San José Xamatícpac
San José Xamatícpac är en ort i Mexiko.   Den ligger i kommunen Calcahualco och delstaten Veracruz, i den sydöstra delen av landet, 220 km öster om huvudstaden Mexico City. San José Xamatícpac ligger 1 955 meter över havet och antalet invånare är 194.
Terrängen runt San José Xamatícpac är kuperad österut, men västerut är den bergig. Terrängen runt San José Xamatícpac sluttar österut. Runt San José Xamatícpac är det tätbefolkat, med 331 invånare per kvadratkilometer. Närmaste större samhälle är Huatusco de Chicuellar, 12,0 km öster om San José Xamatícpac. Omgivningarna runt San José Xamatícpac är en mosaik av jordbruksmark och naturlig växtlighet.